# 백제왕릉
아래 표는 백제왕릉의 목록이다.

## 왕릉 목록
1. 석촌동 3호분 근초고왕 또는 근구수왕 비정
2. 석촌동 4호분 비유왕 비정
3. 송산리 적석유구 개로왕의 가묘 비정
4. 공주 송산리 6호분 동성왕 또는 순타태자 비정
5. 무령왕릉
6. 능산리 중하총 성왕 비정
7. 능산리 동하총 위덕왕 비정
8. 능산리 서하총 혜왕 또는 법왕 비정
9. 익산 쌍릉 무왕 비정
10. 북망산 의자왕이 묻힌 장소
11. 부여 왕릉원 의자왕과 태자 부여융의 가묘

## 같이 보기
- 고려왕릉
- 조선왕릉